# توماس كولتر (طبيب)
توماس كولتر (بالإنجليزية: Thomas Coulter)‏ كان طبيبًا وعالمًا نباتيًا ومستكشفًا أيرلنديًا.